# Nooksack (Washington)
Pour le peuple amérindien, voir Nooksacks.
La ville américaine de Nooksack (en anglais [ˈnʊksæk]) est située dans le comté de Whatcom, dans l’État de Washington. Lors du recensement de 2010, sa population s’élevait à 1 338 habitants.

## Source de la traduction
- (en) Cet article est partiellement ou en totalité issu de l’article de Wikipédia en anglais intitulé « Nooksack, Washington » (voir la liste des auteurs).